# Рокайль (яйцо Фаберже)
«Рокайль» («Рокайльное») — пасхальное яйцо, ювелирное изделие, изготовленное в 1902 году в Санкт-Петербурге фирмой Карла Фаберже по заказу российского промышленника Александра Фердинандовича Кельха как пасхальный подарок для его жены Варвары Петровны Кельх. Является одним из семи яиц Фаберже, которые изготавливались ежегодно для семьи Кельх с 1898 по 1904 год.

## Дизайн
Яйцо покрыто прозрачной зелёной эмалью по гильошированному фону. Декорированное накладным ажурным орнаментом в стиле рококо, который образуют золотые чеканные завитки, платиновые цветы с алмазами, пальмы из разноцветного золота, также инкрустированные бриллиантами. Яйцо стоит на трёх золотых ножках. Внутри яйцо покрыто шёлком.

## Сюрприз
Сюрприз в форме гравированного сердца с тремя миниатюрами внутри похож на сюрприз «Розово-лилового» яйца. В раскрытом состоянии сердечко напоминает лепестки цветка. Стоит сюрприз на трёх золотых ножках. Сюрприз сделан из золота, алмазов и белой эмали. С одной стороны сердечка алмазные инициалы «B.K.» (Варвара Кельх), а с другой стороны дата — «1902». Миниатюры, первоначально содержавшиеся в трёх рамках, теперь отсутствуют.

## Владельцы
Варвара Кельх разошлась с мужем и переехала в 1905 году из России в Париж. С собой она забрала большую часть своего состояния, в том числе шесть яиц Фаберже. В 1920 году она продала коллекцию яиц Фаберже.
В 1920 году шесть яиц приобрела парижская галерея «A La Vieile Russie», которой владел ювелир Морган. В 1940-х он переселился в Нью-Йорк и там продал яйцо «Рокайль».
С 1949 по 1958 год яйцо оставалось в собственности магнатов Джека и Белль Лински, владельцев компании Swingline, пока их снова не приобрела «A La Vieile Russie».
С 1962 по 1997 год яйцо находилось в частной коллекции в США. Яйцо не демонстрировалось публике более 30 лет.
В июне 1995 года яйцо было выставлено на продажу в Лондоне, но его никто не приобрёл. В 1997 году оно было продано некоему американцу, при участии Линетт Пролер.
В 2012 году оно было куплено Фондом Артура и Дороти MакФеррин. Сейчас яйцо выставлено в Музее естественных наук Хьюстона.